# 卡拉伊米夫卡
49°42′7″N 27°17′53″E / 49.70194°N 27.29806°E
卡拉伊米夫卡（烏克蘭語：Караїмівка）是位於烏克蘭西部的村莊，由赫梅利尼茨基州裡赫梅利尼茨基區的舊康斯坦丁尼夫市鎮負責管轄。該村始建於1878年，面積0.26平方公里，海拔高度321米，2001年人口48，人口密度每平方公里184.6人。